# Friedrich Ludwig Rudolf Stade
Friedrich Ludwig Rudolf Stade (Arnstadt, 8 de gener de 1844 - 1928) fou un musicòleg alemany.
Després de doctorar-se en filosofia per la Universitat de Leipzig, es consagrà exclusivament a la música i fou deixeble de Carl Riedel i Richter. Col·laborà durant molt de temps en la Neue Zeitschrift für Musik de Frankfurt, sempre es va distingir també com a pedagog i organista.
Fou durant molts anys secretari de la direcció dels concerts del Gewandhaus i va publicar: Von Musikalisch-Schörum i nombrosos estudis.